# 平井健一
平井健一（日语： Hirai Kenichi，1950年3月19日—），东京都出身，日本退役男子网球运动员。他曾获得1974年亚洲运动会网球比赛男子双打金牌和男子团体金牌。他也在1973年夏季世界大学生运动会上获得两枚奖牌。